# Arquivo manifest
Em computação, um arquivo manifest (em português manifesto) é um arquivo que contém metadados para um grupo de arquivos que fazem parte de um conjunto ou unidade coerente. Por exemplo, os arquivos de um programa de computador podem ter um arquivo manifest descrevendo o nome, número da versão, licença e os arquivos constituintes do programa.
O termo é emprestado de um procedimento de transporte de carga, onde um manifesto do navio lista a tripulação e/ou carga de um navio.

## Arquivo manifest de cache em HTML5
Um arquivo manifest de cache em HTML5 é um arquivo de texto sem formatação que acompanha um aplicativo Web que o ajuda a executar quando não há conectividade de rede. O mecanismo de armazenamento em cache lê esse arquivo e garante que seu conteúdo esteja disponível localmente. Um manifest de cache HTML5 é exibido com seu tipo de conteúdo definido como "text/cache-manifest".
Exemplo de um manifest de cache:
```
CACHE MANIFEST 
/teste.css
/teste.js
/teste.png

```